# Arzona
Arzona è la più piccola  frazione di Filandari (VV). Conta circa 550 abitanti.

## Geografia fisica
Confina con Pizzinni-Jonadi, Scaliti-Mileto, Filandari-Mesiano. Sorge in collina a  476 metri s.l.m., si trova in  un territorio immerso nel verde, gli alberi più diffusi sono: olivi, querce, aranci, limoni, mandarini, meli, fichi, viti.

## Società
La seconda domenica di agosto si festeggia Maria SS. della Misericordia.

## Economia
Le attività economiche provengono per la maggior parte dall'edilizia, dall'artigianato e dall'agricoltura. L'albero più importante e il più diffuso è l'ulivo, esistono diversi frantoi su tutto il territorio.
Si coltiva granoturco, frumento, avena, patate e pomodori.

## Monumenti e luoghi d'interesse
- Santuario Maria  SS. Della Misericordia risalente ai primi del '900;
- Lavatoio e fontana ristrutturata risalente alla prima guerra Mondiale;
- Grotta di Santa Cristina (Filandari);
- Grotte Jonadi;